# Коломяги (муниципальный округ)

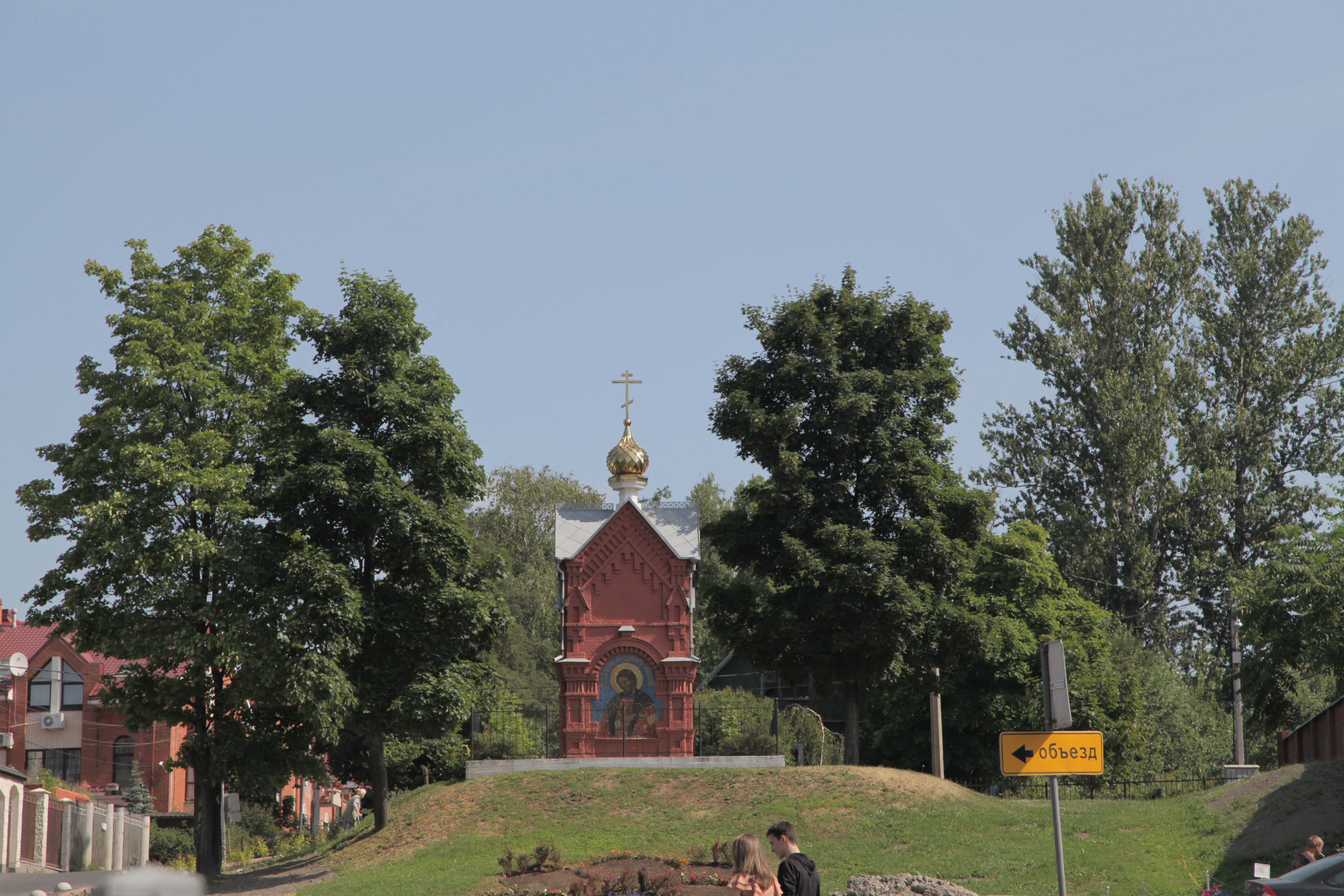
Часовня Александра Невского в Коломягах

Муниципа́льный о́круг Коломя́ги — муниципальное образование в составе Приморского района Санкт-Петербурга, до февраля 2011 года — муниципальный округ № 70.

## Границы округа
- от пересечения северной границы Юнтоловского лесопарка и реки Чёрной (Парголовки) в северном направлении по оси реки Чёрной (Парголовки) до линии высоковольтной электросети;
- на северо-восток по юго-восточной границе кварталов 68, 69, 70, 71, по южной границе квартала 74 и по западной границе кварталов 75, 77, 92 Песочинского лесничества;
- по оси дороги в Каменку до западной стороны полосы отвода Выборгского направления железной дороги;
- на юг по западной стороне полосы отвода Выборгского направления железной дороги до проезда в створе Кубанской улицы;
- на северо-запад по этому проезду до Фермского шоссе;
- по оси Фермского шоссе до улицы Аккуратова;
- по оси улицы Аккуратова до 3-й линии 1-й половины;
- по оси 3-й линии 1-й половины до Мигуновской улицы;
- по оси Мигуновской улицы до Подгорной улицы;
- по оси Подгорной улицы до Парашютной улицы, далее по оси Парашютной улицы до Репищевой улицы;
- по оси Репищевой улицы до Новосельковской улицы;
- по оси Новосельковской улицы до восточной границы территории предприятия «Радар»;
- по восточной и северной границе территории предприятия «Радар» до восточной границы территории предприятия «Викаар-прим»;
- по восточной и северной границе территории предприятия «Викаар-прим» до южного берега пруда;
- по южному берегу пруда до южной границы территории предприятия «Экогазсервис»;
- по южной границе территории предприятия «Экогазсервис» до местного проезда;
- по оси местного проезда до западной стороны полосы отвода подъездного пути железной дороги;
- по западной стороне полосы отвода подъездного пути железной дороги до Шуваловского проспекта;
- по оси Шуваловского проспекта до границы земель сельскохозяйственного предприятия «Пригородный»;
- по границе земель сельскохозяйственного предприятия «Пригородный» до реки Каменки;
- на юг по оси реки Каменки до северной границы Юнтоловского заказника;
- по северной границе Юнтоловского заказника в западном направлении до реки Чёрной (Парголовки).

## Население
| 2002    | 2010    | 2012    | 2013    | 2014     | 2015     | 2016     |
| ------- | ------- | ------- | ------- | -------- | -------- | -------- |
| 25 763  | ↗39 945 | ↗40 894 | ↗41 590 | ↗42 734  | ↗43 822  | ↗44 497  |
| 2017    | 2018    | 2019    | 2020    | 2021     | 2023     | 2025     |
| ↗45 332 | ↗46 420 | ↗47 020 | ↗47 936 | ↗115 440 | ↗117 578 | ↗122 082 |